# Taufbecken Bellefond (Gironde)

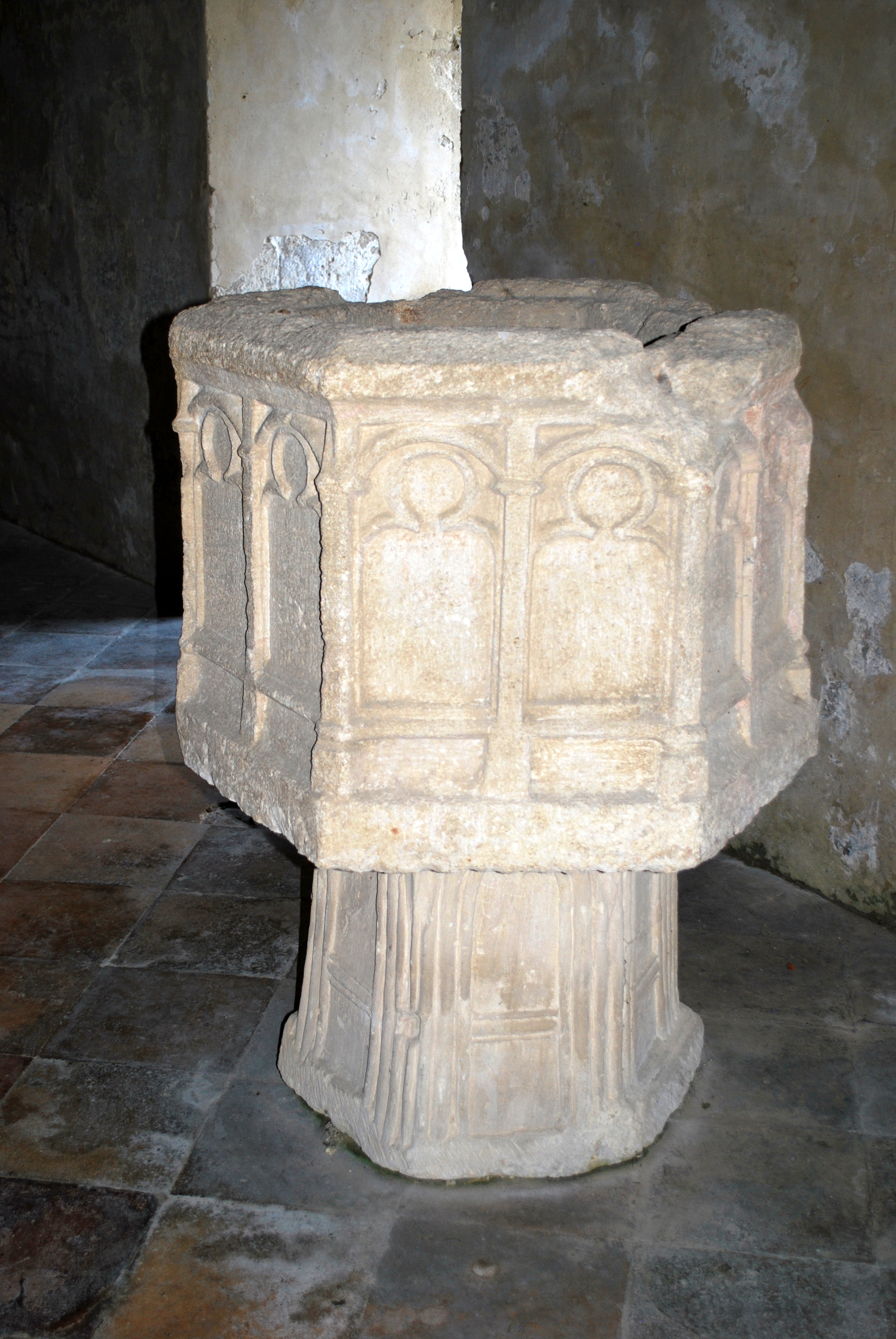
Taufbecken in Bellefond

Das Taufbecken in der Kirche St-Eutrope in Bellefond, einer französischen Gemeinde im Département Gironde der Region Nouvelle-Aquitaine, wurde im 14. Jahrhundert geschaffen. 
Im  Jahr 1908 wurde das gotische Taufbecken als Monument historique in die Liste der denkmalgeschützten Objekte (Base Palissy) in Frankreich aufgenommen.
Das 1,22 Meter hohe Taufbecken, das aus einer zerstörten Kapelle stammt, steht auf einer polygonalen Basis, die mit Bändern verziert ist. Das sechseckige Becken wurde aus einem Steinblock geschaffen. Die Verzierungen an allen Seiten erinnern an gotische Maßwerkfenster.